# 日本シリーズ (囲碁)
囲碁の棋戦日本シリーズ（にほんシリーズ）は、1973年と1976年に、日本テレビ主催により、タイトル保持者によるリーグ戦として行われた。

## 第1期
5名によるリーグ戦で行われ、石田芳夫が優勝した。

## 第2期

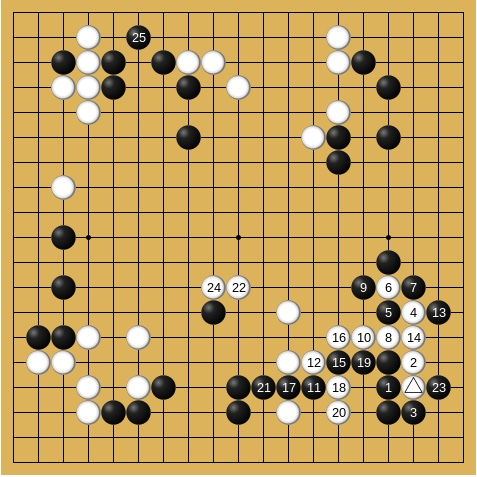

坂田の会心作 1976年2月8日 趙治勲七段-坂田栄男九段(先番)
1970年代以降も坂田は多くのタイトルを獲得し、特に早碁棋戦では、NHK杯、早碁選手権戦や、新たに創設された日本アジア航空杯、日本シリーズ、NEC杯などでも優勝を重ねた。第2期日本シリーズでは、3勝1敗で優勝。対趙治勲戦では、白番趙が右下で白△とえぐりにきて、白10までと突き抜いたが、黒12のノゾキが厳しい反撃で、これに白17にツグと、黒16から右辺と下辺のどちらかの白石を切断する手が生じる。このため黒22までと下辺を取り込む分かれとなり、黒優勢となった。このあと黒は上辺の黒石、左辺の黒石も巧妙にしのぐなど、巧妙な打ち回しで大差の勝利とした。この1975年から78年にかけて、趙は坂田に12連敗中であり、「坂田コンプレックス」とも言われた。